# Kinderärztliche Praxis
Die Kinderärztliche Praxis (KiPra) ist eine 1930 gegründete pädiatrische Fachzeitschrift, die sich vorwiegend an Kinder- und Jugendärztinnen und -ärzte in der Praxis, in sozialpädiatrischen Einrichtungen, im öffentlichen Gesundheitsdienst und in praktisch-klinischer Tätigkeit richtet und auf eine wechselvolle Geschichte zurückblickt.

## Gründung und Geschichte
„Kinderärztliche Forschung ist keine Philosophie, sondern dient der Persönlichkeit des Kindes, dem Erkennen und Heilen seiner Krankheiten“. So begründete Stefan Engel die Notwendigkeit für eine weitere kinderärztliche Zeitschrift, die dem Praktiker die Ergebnisse der Forschung in ihrer Anwendung vor Augen führen sollte. Die KiPra sollte praxisorientiert und sozialpädiatrisch orientiert sein: „Jeder Kinderarzt, der seine Aufgabe voll erfasst, muss gleichzeitig Sozialarzt sein“. Herausgeber waren neben Stefan Engel (1878–1968, 1936 nach London emigriert), Dortmund, und Erich Nassau, Berlin (1888–1974, 1938 nach Palästina emigriert), Max Klotz, Lübeck, Leopold Langstein (1876–1933), Ludwig Ferdinand Meyer (1879–1954, emigrierte 1935 nach Palästina), Hans Rietschel (1878–1970), Würzburg, Wilhelm Stoeltzner, Königsberg (1872–1954) und Emil Wieland (1867–1947), Basel. Schon bald sollte sich durch die nationalsozialistische Machtübernahme das Team wandeln.
Nun gab es 1930 bereits einige pädiatrische Zeitschriften. Adalbert Czerny (1863–1941), der damalige Nestor der Pädiatrie in Deutschland, schrieb über die gegenwärtige pädiatrische Literatur, dass es in Deutschland sechs Zeitschriften für Kinderheilkunde gäbe und damit alle Länder der Welt übertroffen seien. Damit sei aber nicht gesagt, dass diese alle notwendig wären, denn es würde zu viel und viel zu umfangreich geschrieben. So nennt er erstens das Jahrbuch für Kinderheilkunde und physische Erziehung, 1857 in Österreich gegründet, welches ab 1938 mit dem S. Karger Verlag ins Basler Exil ging und als Annales paediatrici fortgeführt wurde, zweitens das von Adolf Baginski (1843–1918) begründete Archiv für Kinderheilkunde, drittens die von Arthur Keller (1868–1934) herausgegebene Monatsschrift Kinderheilkunde, viertens die Zeitschrift für Kinderheilkunde im Springer Verlag, dann das „Zentralblatt für Kinderheilkunde“ und schließlich die „Kinderärztliche Praxis“, die gegründet worden sei, weil die wissenschaftlichen Arbeiten in den übrigen Zeitschriften nicht den Bedürfnissen des Arztes in der Praxis entsprechen. Wörtlich schrieb Czerny, der die Hand nicht vor den Mund nahm und mit seinen Kollegen schonungslos in Gericht ging: Da die medizinischen Wochenschriften diesen Zweck erfüllen, so ist nicht ohne weiteres die Notwendigkeit der „Kinderärztlichen Praxis“ einzusehen. Ich hätte sie nicht gegründet. Andere denken anders. Soweit ich weiß, erfreut sich die Zeitschrift eines großen Anhangs. In wenigen Jahren wurde die KiPra die meistgelesene pädiatrische Zeitschrift mit einer Abonnentenzahl von über 1500, trotz des Widerstands der naturwissenschaftlichen Universitätsmedizin, die dieser Form von Wissensvermittlung, nicht von Lehrstühlen herausgegeben, ablehnend gegenüberstand.

## Reflexion der Geschichte der Kinderheilkunde
Der Rückblick auf die bald hundertjährige Tradition der KiPra ist auch ein Blick zurück auf fast 100 Jahre deutsche Pädiatrie mit allen Höhen und Tiefen und ein Spiegel der gesellschaftlichen Veränderungen in diesen Zeiten. Diese erschließen sich bei der Lektüre alter Ausgaben der KiPra nur indirekt, weil sich Herausgeber und Autoren gesellschaftlicher oder politischer Aussagen weitgehend enthielten. Eine genaue Analyse des subtilen Wandels von Einstellungen und Themen steht noch aus. So ist in den Vorkriegsausgaben der Exodus der zahlreichen jüdischen pädiatrischen Wissenschaftler nur ansatzweise in der Rubrik Tagesnachrichten zu erahnen, wenn Lehrstühle amtsenthobener Professoren oder Klinikdirektoren neu besetzt wurden. Dieses Schicksal traf 1933 auch die Gründer Engel und Nassau, ersterer wurde der Leitung des nach seinen Plänen errichteten Städt. Kinderkrankenhauses („Engelsburg“) Dortmund enthoben, letzterer als Direktor der Kinderheilstätte Berlin-Friedrichshain entlassen. Beide konnten der Vernichtung entkommen. Langjähriger Schriftleiter wird 1933 Hans Opitz, der in dieser Funktion bis Mitte der 60er Jahre tätig bleibt. Im Zweiten Weltkrieg sind die Herausgeber Werner Catel, Johann Duken, Eduard Glanzmann, Elemér Hainiss, Budapest (1890–1974), Hans Kleinschmidt, Max Klotz, Hans Rietschel, Karl Stolte, Arvid Wallgren, Göteborg und Emil Wieland, Basel. Der Tenor der Zeitschrift änderte sich deutlich, wenn auch fachlich – sachliche Themen im Vordergrund stehen. Volksgesundheit und Rassenideologie gewinnen gegenüber individueller Sorge um das kranke Kind an Bedeutung. Direkte Hinweise auf die Ausmerzung unwerten Lebens finden sich jedoch nicht. Kriegsbedingt wird die KiPra Ende 1944 eingestellt.

## Nachkriegsgeschichte
Als die KiPra nach dreijähriger Pause 1948 wiedererscheint, betont der neue Herausgeber, Karl Klinke, Berlin, dass man sich denselben Zielen verpflichtet fühle wie die Gründer Engel und Nassau. Mitherausgeber ist Karl Stolte, Schriftführer Hans Opitz. Die Beiträge lesen sich, als wäre nichts geschehen, es finden sich allenfalls Hinweise auf die Nachkriegs – Mangelsituation und deren Bedeutung für Säuglingssterblichkeit und Kindeswohl. Erst 1954 wird im Impressum der inzwischen volkseigenen KiPra „begründet von Stefan Engel, London“ erwähnt, Erich Nassau, der 1974 in Haifa stirbt, findet keine Erwähnung mehr.
Zunächst dominieren noch gesamtdeutsche Beiträge in der beim Georg Thieme Verlag, Leipzig, verbliebenen Zeitschrift. Die Kinderärztinnen und -Ärzte der DDR waren bis 1961 noch in eine gesamtdeutsche Gesellschaft für Kinderheilkunde integriert gewesen geblieben und hatten gemeinsam mit ihren westdeutschen Kollegen in der KiPra publiziert. Mit der Verhärtung der Ost-West Polarisierung war ein zunehmender Rückzug bundesrepublikanischer Autoren festzustellen. Die Folgeentwicklung führt zu einer zunehmenden Abgrenzung, vor allem aber zu einer fast gänzlich fehlenden Wahrnehmung ostdeutscher Publikationen der ganz nach Westen, insbesondere in Richtung der USA orientierten westdeutschen Pädiatrie, die die KiPra wie auch die DDR-Pädiatrie insgesamt ignorierte. 1962 wurde in der DDR eine Sektion Pädiatrie bei der Gesellschaft für Klinische Medizin gegründet, aus der 1967 die Gesellschaft für Pädiatrie der DDR entstand, der sich die von Eva Schmidt-Kolmer (1913–1991) geleitete Sektion Kinder- und Jugendgesundheitsschutz mit den Arbeitsgemeinschaften Mütterberatung und Krippen und Heime anschloss.
1970 legte die Gesellschaft für Pädiatrie ihren Mitgliedern nahe, aus der Deutschen Gesellschaft für Kinderheilkunde auszutreten. Ab
1973 fungierte die Kinderärztliche Praxis als Organ der Gesellschaft für Pädiatrie der DDR. Es ist ein unerfülltes wissenschaftliches Desiderat, die in Westdeutschland kaum bekannt gewordenen Jahrgänge der KiPra nach ihren pädiatrischen, pädagogischen und sozialpolitischen Inhalten wissenschaftlich zu analysieren.

## Nach der Wende
Nach der Wiedervereinigung 1990 wurde der VEB Thieme Leipzig für den symbolischen Preis von 1 DM von der Treuhandanstalt an Thieme Stuttgart zurück übertragen und das ehemalige Leipziger Stammhaus 1992 geschlossen. Bei nachlassenden Abonnenten-Zahlen und dem Aufgehen der Gesellschaft für Pädiatrie der DDR in der DGKJ stellte der Verlag die Kinderärztliche Praxis ein. Der Wechsel zum Kirchheim-Verlag in Mainz wurde wesentlich von Hubertus von Voss, von 1990 bis 2008 Leiter des Kinderzentrum München, begleitet, der vom langjährigen Schriftleiter und ehem. Vorsitzenden der Gesellschaft für Pädiatrie der DDR, Wolfgang Plenert (1921–2000), Jena, bereits seit 1988 in die Schriftleitung berufen worden war. Von Voss hatte bereits seit Mitte der 70er-Jahre gute Kontakte zur Pädiatrie der DDR und war sehr davon angetan, wie unter einfachen Verhältnissen engagiert und erfinderisch zum Wohle der Kinder gearbeitet wurde und bis heute unzureichend wahrgenommene Wissenschaft betrieben wurde.
Zum 1. Januar 1994 übernahm der Kirchheim-Verlag die Kinderärztliche Praxis, um sie mit dem eigenen Titel Sozialpädiatrie in der Pädiatrie zu fusionieren zu Sozialpädiatrie und Kinderärztliche Praxis. Seit 1997 erscheint sie unter dem Titel und Logo Kinderärztliche Praxis: Zeitschrift für Soziale Pädiatrie und Jugendmedizin als offizielles Organ der heutigen Deutschen Gesellschaft für Sozialpädiatrie und Jugendmedizin (DGSPJ).

## Stefan Engel-Preis
Von Voss gelang es u. a. durch den Kontakt mit der Tochter Stefan Engels, der Germanistin Eva J. Engel (1919–2013), den Stefan Engel-Preis ins Leben zu rufen, der, zunächst vom Kirchheim Verlag gestiftet und jetzt von MedTriX übernommen, alle 2 Jahre auf der Jahrestagung der DGSPJ für die beste wissenschaftliche Arbeit zu einem sozialpädiatrischen Thema vergeben wird.

## KiPra heute
Die KiPra versteht sich als eine traditionsreiche sozialpädiatrische Zeitschrift, die mit Originalarbeiten, Übersichtsartikeln und Kasuistiken didaktisch ansprechende Fortbildung in allen Bereichen der Kinder- und Jugendmedizin für Pädiater in Praxis, Klinik, Sozialpädiatrischen Zentren und dem öffentlichen Gesundheitsdienst bietet und mit dem Schwerpunkt Public Health für Kinder zur Stärkung der sozialpädiatrischen Kompetenz der praktizierenden Kinderärztinnen und -ärzte beitragen soll.
Nach der Insolvenz des 1736 in Mainz gegründete Kirchheim-Verlags, der einer der ältesten Fachverlage Deutschlands war, ging zum 1. September 2023 die Kinderärztliche Praxis an die MedTriX GmbH in Wiesbaden über. Für Autoren, Leserschaft und die Redaktion änderte sich durch den Übergang nichts.